# Morris Edward Opler
Morris Edward Opler (Buffalo, 3 de maig de 1907 - 13 de maig 1996) fou un antropòleg estatunidenc i defensor dels drets civils dels nord-americans d'origen japonès. Va ser germà de l'antropòleg i psiquiatre social Marvin Opler.

## Carrera
Opler es va doctorar en la Universitat de Chicago el 1933. Va impartir la docència al Reed College de Portland (Oregon) i posteriorment en la Universitat Cornell i la Universitat d'Oklahoma.
La seva gran contribució en el camp de l'etnografia va ser la relacionada amb els pobles atapascans del sud, és a dir, els navahos i apatxes: chiricahua, mescalero, lipan i jicarilla.
La seva obra clàssica és An Apatxe Life-Way (1941).
Va treballar amb Grenville Goodwin, qui també va estudiar l'organització social dels apatxes occidentals. Després de la mort prematura de Goodwin, Opler va editar un volum amb les seves cartes i altres escrits, publicat el 1973.

## Llegat
La Universitat d'Oklahoma va instituir el Morris E. Opler Award per a obres realitzades per estudiants d'antropologia social.